# Alain Bondue
Alain Bondue est un coureur cycliste français, né le 8 avril 1959 à Roubaix.
Il a des origines polonaises par sa mère.

## Biographie
Jeune, Alain Bondue excelle aussi bien sur route que sur piste avec une spécialité, la poursuite, où il remporte de nombreux titres.
Il passe professionnel fin 1980.
En septembre 1985, Bondue s'engage dans un projet de création d'équipe initié par un homme d'affaires bordelais qui prétend être sponsorisé par la chaîne de télévision américaine ABC. Ce projet se révèle être une escroquerie menée par l'homme d'affaires et l'équipe n'est jamais créée. Bondue rejoint la formation Système U en 1986.
Après les compétitions, Alain Bondue s'est reconverti dans les relations publiques pour MBK, puis vélociste à Roubaix ; il fut également consultant pour France 3, Eurosport, la RTBF et Radio France, conseiller technique en ce qui concerne le sport, le tourisme et l'environnement au conseil général du Nord et manager général de l'équipe cycliste Cofidis de 1998 à 2004. Alain Bondue devient par la suite responsable de l'unité immobilier au sein de CM CIC Services[réf. souhaitée].

## Palmarès sur piste
- Amateur
  - 1974-1980 : 80 victoires (sur piste)

### Jeux olympiques
- Moscou 1980
  -  Médaillé d'argent de la poursuite

### Championnats du monde
- Munich 1978
  - 4e de la poursuite amateurs
- Amsterdam 1979
  -  Médaillé de bronze de la poursuite amateurs
- Brno 1981
  -  Champion du monde de poursuite
- Leicester 1982
  -  Champion du monde de poursuite

### Championnats d'Europe
- 1979
  -  Champion d'Europe de poursuite
  -  Champion d'Europe de poursuite par équipes
- 1980
  -  Médaillé d'argent de la poursuite par équipes

### Championnats de France
| - 1976 - Champion de France de poursuite juniors - 1977 - Champion de France de poursuite juniors - Champion de France de poursuite par équipes juniors - 1978 - Vice-Champion de France de poursuite amateurs - 1979 - Champion de France de poursuite amateurs - Champion de France de poursuite par équipes amateurs - 1980 - Champion de France de poursuite amateurs - Champion de France de poursuite par équipes amateurs | - 1981 - Champion de France de poursuite - 1982 - Champion de France de poursuite - 1985 - Champion de France de poursuite - 2e de la course aux points - 1986 - Champion de France de poursuite |  |

### Championnats de Flandre française
| - 1974 - Champion de Flandre du 500 mètres cadets - 1975 - Champion de Flandre de vitesse cadets - Champion de Flandre du 500 mètres cadets - 1976 - Champion de Flandre de poursuite juniors - 1977 - Champion de Flandre de poursuite juniors - Champion de Flandre du kilomètre juniors | - 1978 - Champion de Flandre de poursuite - Champion de Flandre de poursuite par équipes - 1979 - Champion de Flandre de poursuite - Champion de Flandre de poursuite par équipes |  |

## Palmarès sur route

### Palmarès amateur
| - Amateur - 1974-1980 : 75 victoires (sur route)[réf. souhaitée] - 1976 - Champion de Flandre sur route - 1978 - 2e étape des Trois Jours de Marcoing | - 1980 - Tour du Cambrésis - 1reb et 3e étapes du Tour du Loir-et-Cher - 2e de Paris-Ézy |  |

### Palmarès professionnel
| - 1981 - Grand Prix de Saint-Raphaël - 1982 - Prologue du Grand Prix du Midi libre - 2e de Milan-San Remo - 1983 - 9e des Quatre Jours de Dunkerque - 10e de Paris-Roubaix - 1984 - Boucles des Flandres - 2e du Grand Prix de Saint-Raphaël - 2e du Tour de Vendée - 3e de Paris-Roubaix - 5e des Quatre Jours de Dunkerque | - 1986 - 16e étape du Tour d'Espagne - 2e étape du Tour de France (contre-la-montre par équipes) |  |

## Résultats sur les grands tours

### Tour de France
3 participations
- 1984 : 99e
- 1985 : 121e
- 1986 : 124e, vainqueur de la 2e étape (contre-la-montre par équipes)

### Tour d'Espagne
1 participation
- 1986 : 102e, vainqueur de la 16e étape